# Antonio Padovani
Pour les articles homonymes, voir Padovani.
Antonio Corrado Padovani est un personnage récurrent de certains romans noirs de Frédéric H. Fajardie.
Au fil des ans, ce fin limier de la police criminelle évolue dans sa carrière (commissaire, puis commissaire principal, puis commissaire divisionnaire) mais aussi dans sa sensibilité et sa perception de la société française.

## La «saga Padovani»
- 1975 : Tueurs de flics
- 1979 : La Théorie du 1 %
- 1980 : Le Souffle court
- 1982 : Polichinelle mouillé
- 1993 : Patte de velours (Prix Paris-Première 1994)
- 2004 : Full speed

Annoncé dans un entretien publié sur le site de Frédéric H. Fajardie, un 7e roman avec cette joyeuse équipe était prévu pour 2008. À la suite du décès de Frédéric H. Fajardie, le 1er mai 2008, ce roman - le dernier de l'auteur - restera inachevé.

## Apparitions
- Quelques jours (nouvelle)
- Des cultures en harmonie (nouvelle)
- Les aventures de Château-Trompette (collection « Jeunesse »)
- Sous la Lune d'argent (collection « Jeunesse »)

## Autres personnages récurrents
- Fournier, dit « Hautes-Études », commissaire-stagiaire, puis commissaire, puis commissaire principal.
- Primerose, brigadier ensuite promu inspecteur
- « Tonton », commissaire principal, puis divisionnaire, qui saura opportunément se placer conseiller du Ministre de l'Intérieur
- Nollet, commissaire divisionnaire puis Directeur de la Police Nationale
- « Le Duck »